# Coppa Italia 2009-2010 (pallavolo femminile)
La Coppa Italia di pallavolo femminile 2009-2010 è stata la 32ª edizione della coppa nazionale d'Italia e si è svolta dal 27 gennaio 2010 al 18 aprile 2010. Alla competizione hanno partecipato 8 squadre e la vittoria finale è andata per la prima volta al Gruppo Sportivo Oratorio Pallavolo Femminile Villa Cortese.

## Squadre partecipanti
- Bergamo
- Busto Arsizio
- Giannino Pieralisi
- Asystel
- Sirio Perugia
- Robursport Pesaro
- Robur Tiboni Urbino
- Villa Cortese

## Torneo

### Tabellone
|  | Quarti di finale    | Quarti di finale    | Quarti di finale   |                    |                   | Semifinali        | Semifinali | Semifinali |  |  | Finale | Finale | Finale |  |
|  |                     |                     |                    |                    |                   |                   |            |            |  |  |        |        |        |  |
|  | Robursport Pesaro   | Robursport Pesaro   | 3 - 2              |                    |                   |                   |            |            |  |  |        |        |        |  |
|  | Robursport Pesaro   | Robursport Pesaro   | 3 - 2              |                    |                   |                   |            |            |  |  |        |        |        |  |
|  | Sirio Perugia       | Sirio Perugia       | 2 - 3              |                    |                   |                   |            |            |  |  |        |        |        |  |
|  | Sirio Perugia       | Sirio Perugia       | 2 - 3              |                    | Robursport Pesaro | Robursport Pesaro | 0          |            |  |  |        |        |        |  |
|  |                     |                     |                    |                    | Robursport Pesaro | Robursport Pesaro | 0          |            |  |  |        |        |        |  |
|  |                     |                     | Bergamo            | Bergamo            | 3                 |                   |            |            |  |  |        |        |        |  |
|  | Bergamo             | Bergamo             | Bergamo            | Bergamo            | 3                 | 3 - 3             |            |            |  |  |        |        |        |  |
|  | Bergamo             | Bergamo             |                    |                    |                   |                   |            |            |  |  |        |        |        |  |
|  | Robur Tiboni Urbino | Robur Tiboni Urbino | 1 - 0              |                    |                   |                   |            |            |  |  |        |        |        |  |
|  | Robur Tiboni Urbino | Robur Tiboni Urbino | 1 - 0              |                    | Bergamo           | Bergamo           | 2          |            |  |  |        |        |        |  |
|  |                     |                     |                    |                    |                   |                   |            |            |  |  |        |        |        |  |
|  |                     |                     | Villa Cortese      | Villa Cortese      | 3                 |                   |            |            |  |  |        |        |        |  |
|  | Giannino Pieralisi  | Giannino Pieralisi  | Villa Cortese      | Villa Cortese      | 3                 | 3 - 3             |            |            |  |  |        |        |        |  |
|  | Giannino Pieralisi  | Giannino Pieralisi  |                    |                    |                   |                   |            |            |  |  |        |        |        |  |
|  | Busto Arsizio       | Busto Arsizio       | 0 - 0              |                    |                   |                   |            |            |  |  |        |        |        |  |
|  | Busto Arsizio       | Busto Arsizio       | 0 - 0              |                    | Villa Cortese     | Villa Cortese     | 3          |            |  |  |        |        |        |  |
|  |                     |                     |                    |                    | Villa Cortese     | Villa Cortese     | 3          |            |  |  |        |        |        |  |
|  |                     |                     | Giannino Pieralisi | Giannino Pieralisi | 0                 |                   |            |            |  |  |        |        |        |  |
|  | Villa Cortese       | Villa Cortese       | Giannino Pieralisi | Giannino Pieralisi | 0                 | 3 - 3             |            |            |  |  |        |        |        |  |
|  | Villa Cortese       | Villa Cortese       |                    |                    |                   |                   |            |            |  |  |        |        |        |  |
|  | Asystel             | Asystel             | 1 - 1              |                    |                   |                   |            |            |  |  |        |        |        |  |

### Risultati

#### Quarti di finale

##### Andata
| 27 gennaio 2010 - ore 20:30 PalaEvangelisti, Perugia   | Sirio Perugia       | 2 - 3 | Robursport Pesaro  | 27-25, 20-25, 25-23, 15-25, 9-15 |
| 27 gennaio 2010 - ore 20:30 PalaMondolce, Urbino       | Robur Tiboni Urbino | 1 - 3 | Bergamo            | 21-25, 26-24, 16-25, 21-25       |
| 27 gennaio 2010 - ore 20:30 PalaYamamay, Busto Arsizio | Busto Arsizio       | 0 - 3 | Giannino Pieralisi | 22-25, 18-25, 15-25              |
| 27 gennaio 2010 - ore 20:30 Sporting Palace, Novara    | Asystel             | 1 - 3 | Villa Cortese      | 25-21, 16-25, 17-25, 21-25       |

##### Ritorno
| 3 febbraio 2010 - ore 20:30 PalaCampanara, Pesaro    | Robursport Pesaro  | 2 - 3 | Sirio Perugia       | 23-25, 25-19, 23-25, 25-16, 11-15 |
| 3 febbraio 2010 - ore 20:30 PalaNorda, Bergamo       | Bergamo            | 3 - 0 | Robur Tiboni Urbino | 25-23, 26-24, 25-22               |
| 3 febbraio 2010 - ore 20:30 PalaTriccoli, Jesi       | Giannino Pieralisi | 3 - 0 | Busto Arsizio       | 25-9, 25-23, 25-16                |
| 3 febbraio 2010 - ore 20:30 PalaBorsani, Castellanza | Villa Cortese      | 3 - 1 | Asystel             | 25-17, 21-25, 25-19, 25-17        |

#### Semifinali
| 17 aprile 2010 - ore 15:30 105 Stadium, Rimini | Robursport Pesaro | 0 - 3 | Bergamo            | 21-25, 22-25, 16-25 |
| 17 aprile 2010 - ore 18:00 105 Stadium, Rimini | Villa Cortese     | 3 - 0 | Giannino Pieralisi | 25-18, 25-20, 25-15 |

#### Finale
| 18 aprile 2010 - ore 18:00 105 Stadium, Rimini | Bergamo | 2 - 3 | Villa Cortese | 23-25, 22-25, 25-23, 25-17, 13-15 |